# Congomochtherus potamius
Congomochtherus potamius är en tvåvingeart som beskrevs av Jason Gilbert Hayden Londt och Tsacas 1987. Congomochtherus potamius ingår i släktet Congomochtherus och familjen rovflugor. Inga underarter finns listade i Catalogue of Life.